# Toma del Cagancha
La Toma del Cagancha, una de las principales naves de la escuadra del caudillo oriental Fructuoso Rivera, tuvo lugar el 10 de diciembre de 1841 y fue decisiva para consolidar el sitio de Montevideo por la escuadra de la Confederación Argentina en el marco de la Campaña naval de 1841 (Guerra Grande).

## Antecedentes
Finalizada la intervención francesa en el Río de la Plata, y mientras Rivera organizaba rápidamente una escuadra al mando de John Halstead Coe, Juan Manuel de Rosas ponía al frente de la escuadra de la Confederación Argentina a Guillermo Brown y disponía el bloqueo naval de Montevideo.
Tras el combate del 24 de mayo de 1841 y del 3 de agosto (combate de Santa Lucía), desfavorables a Coe, la escuadra de la Confederación regresó a Buenos Aires, donde permaneció 4 meses.

## Captura del Cagancha
El 24 de noviembre la escuadra argentina compuesta ahora del bergantín General Belgrano (24 piezas, Joaquín Hidalgo), nave insignia, la corbeta 25 de Mayo (Juan King), el San Martín (Álvaro José de Alzogaray), el bergantín General Echagüe (11 piezas, Nicolás Jorge),  el bergantín goleta Vigilante (5 piezas, José María Pinedo), el Republicano (Guillermo Bathurst) y la goleta 9 de Julio reiniciaba el bloqueo. 
Coe, contaba con la corbeta Sarandí (10 cañones, insignia), la barca 25 de Mayo (Francisco Fourmantin), Cagancha (14 cañones, Bernardo Dupuy) y el lugre Constitución (Roberto Guillermo Beazley).
El 9 de diciembre Coe marchó contra la flota argentina y al mediodía se inició un enfrentamiento que debió suspenderse 4 horas después por una fuerte tormenta. La escuadra riverista regresó a puerto dejando atrás al Cagancha (14 cañones) que desmintiendo su primitivo nombre portugués (Promptidao, ligero), se replegó lentamente.
Pese a la tormenta, los buques argentinos iniciaron la persecución y alcanzado por metralla y cohetes incendiarios el Cagancha se retiró combatiendo hacia el banco Ortiz, a la vera del cual se refugió al llegar la noche. A las 10 de esa noche se descargó otra violenta tormenta que desarboló al San Martín obligándolo a anclar. A la luz de los relámpagos, su comandante Alzogaray advirtió que cerca suyo habían anclado otros dos navíos. Reconoció en uno a la 9 de Julio y en otro al Cagancha, que permanecía al ancla también completamente desarbolado.
Al amanecer y a pesar de la fuerte marejada se desprendieron los trozos de abordaje y el buque oriental fue capturado y conducido a la ciudad de Buenos Aires. Los prisioneros, 14 oficiales y un centenar de tripulantes, fueron conducidos a la prisión del cabildo y el buque incorporado a la escuadra con el nombre Restaurador.

## Consecuencias
Tras un último enfrentamiento producido el 21 de diciembre de 1841, Rivera renunció a disputar el río y se deshizo de sus buques con excepción del Pereira y la Constitución, que preparó para una expedición a Corrientes.
A comienzos de 1842 una nueva escuadra dirigida por el italiano José Garibaldi tendría similar y sería destruida en el Combate de Costa Brava. Ya iniciado el sitio de Montevideo, el bloqueo naval fracasaría finalmente por la intervención de las potencias extranjeras que culminaría con el robo de la Escuadra Argentina.